# 日食
日食，又作日蝕、日噬，指的是當月球完全或部分遮擋太陽光時，在地球上部分地區所能見到的天文現象，為食的一種。日食只有在月球運行至太陽和和地球之間、最接近黃道平面時發生。月球完全遮掩太陽的現象稱為日全食，部分遮掩太陽的現象則稱為日偏食或日環食。
科學早已發現日食是一種自然現象，但對於不少古老和現代文化來說，日食卻是一種會帶來厄運的超自然現象。日全食使得天空在大白天下驟然變黑，在一個不了解日食之天文學原理的文化裡是一件駭人之事。
直接注視太陽會對眼睛造成永久性損傷，甚至會致盲，所以在觀測日食時須採用特別的保護方法。只有在日全食的食甚期間才能安全地用肉眼直視太陽。鮮有發生的日全食，特別是只有幾分鐘之長的食甚，往往會吸引世界各地的遊客遠道而來觀賞。

## 原理
太陽、月亮、地球三者要更準確地對齊，才會發生日全食。
月球必須先抵達黃白交點，也必須和新月的發生時間交匯，不僅如此，月球的軌道呈橢圓形，地月距離時近時遠，所以月球的角直徑時大時小。只有在月球足夠靠近地球時，才有可能完全遮掩太陽，發生日全食。日全食期間，月球落在地球上的本影會掃出一條細長的路徑，只有在此路徑上的地點才能看到食甚，所以日全食對於地球上任何單一地點都是一件極為罕見的現象。
假如月球軌道為正圓形，離地球更近一點，而且軌道平面與黃道平面相同，那麼每次新月（又稱朔）時都會發生日全食。不過，月球的軌道平面與地球的軌道平面的夾角大約在5°以上，所以月球所投下的陰影通常都不會落在地球表面上。要在地球上看到日食，朔時的月球必須正好靠近黃道。月球每27.21天與黃道相交兩次，新月則每隔29.53天發生一次，所以兩者俱全可謂是特殊情況。日食（和月食）只有在食季才會發生，每年至少兩次，最多五次。日全食則每年最多只能發生兩次。

## 種類
日食共有以下四種：

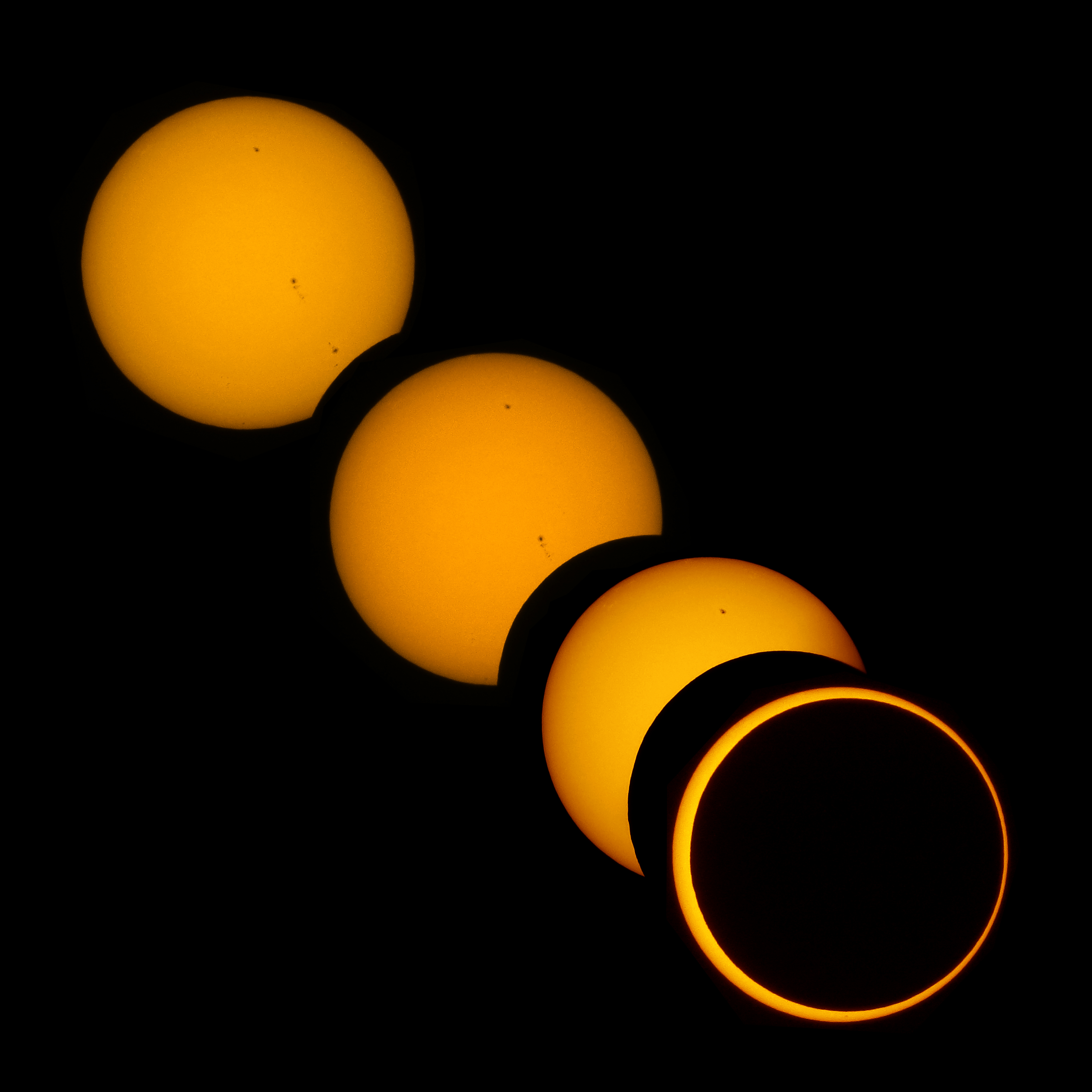
2012年5月20日日食的偏食和環食階段之合成圖

- 日全食：日、月、地連成一線，月球完全遮掩太陽圓盤強烈的光芒，此時日冕肉眼可見。每次日全食發生時，地球上只有一條細長的區域能看到食甚，[8]此區域稱為全食帶。[9]
- 日環食：日、月、地連成一線，但月球的角直徑比太陽小，無法完全遮掩太陽圓盤。太陽未被遮掩的部分呈環形，中間則是月球的陰影。[10]
- 全環食，又稱混合型日食：地球上某些地方看到全食，某些地方則看到環食。這種日食較為罕見。[10]
- 日偏食：月球只是遮蔽太陽圓盤的一部分。在日全食和日環食期間，地球上只有一條細長的區域能看到全食或環食，地球其餘大部分地區則會看到偏食。除此之外，有的日食無論在地球何處都只能看到偏食，那是因為月球投下的本影沒有落在地球表面，而是在地球的北極或南極上空。[10]日偏食期間很難察覺太陽亮度的降低，甚至當太陽圓盤99%的面積被覆蓋，亮度仍然相當於曙光。[11]

地球與太陽的距離約是地球與月球距離的四百倍，且太陽的直徑也約是月球直徑的四百倍。由於這兩個比例相當接近，所以我們從地球觀測日月時，兩者的大小大略相等，角直徑約等於0.5°。
廣義地來說，日食還可以指在地球以外看到太陽被其他天體遮掩的現象，如1969年阿波羅12號太空人所拍攝到的地球食日，還有2006年卡西尼-惠更斯號探測器所拍攝到的土星食日。
月球的公轉軌道呈輕微橢圓形，因此從地球上看到的月球大小是會波動變化的。日食期間月球角直徑與太陽角直徑之比，稱為食分。假如日食發生時月球位於近地點附近，月球的大小足以覆蓋太陽光球，就有可能發生日全食。日全食的食分大於或等於一。相反，假如日食發生時月球位於遠地點附近，月球的大小不足以覆蓋整個太陽，就只能發生日環食。日環食的食分小於一。
同理，地球的公轉軌道也呈橢圓形，所以從地球上看到的太陽大小也會在一年內波動變化，但變化幅度不如月球。地球每年1月初抵達近日點，此時更易發生日環食；地球每年7月初抵達遠日點，此時更易發生日全食。
地球為球形，不同地區與月亮之間的距離並不同，月球的角直徑也會不同。如果食分在日食過程的最初和最後小於一，但在中點附近大於一，那麼在中點附近的地區可看到全食，最初和最後的地區則會看到環食。此類日食的全食帶和環食帶又窄又短。2023年4月20日全環食的食甚時長僅僅超過一分鐘。

### 中心日食
日全食、日環食和全環食往往會統稱為「中心日食」。不過，這並不完全準確：中心日食指的是月球本影中線與地球表面相交的日食，但也有可能只有本影不包括中線的一部分落在地球表面上。這種情形極為罕見，稱為「非中心日全食」或「非中心日環食」。月球本影中線離地球中心的距離可以用中心距（γ）來表達。上一次非中心日環食發生在2014年4月29日，下一次非中心日全食將會在2043年4月9日發生。
日全食共有以下五個階段：
- 初虧：月球東沿與太陽西沿相切，日食開始。
- 食既：月球東沿與太陽東沿相切，幾乎整個太陽圓盤被遮掩，產生鑽石環現象。太陽光從月球山谷中透出，產生倍里珠現象。
- 食甚：整個太陽被遮蔽，只見日冕。
- 生光：月球西沿與太陽西沿相切，露出太陽光，又一次可見鑽石環和倍里珠現象。
- 復圓：月球西沿與太陽東沿相切，月球不再阻擋太陽圓盤，日食結束。

## 預測

### 幾何條件

日全食所需的幾何條件（不按實際比例）

如右圖所示，月球運行至太陽和地球之間，三者對齊時，就會發生日食。地月之間的深黑色陰影是月球的本影，此範圍內的太陽光被完全阻擋。本影錐尖端與地球表面相交之處正正就是可以看到日全食的範圍。本影以外的淺灰色陰影是月球的半影，此範圍內會看到日偏食。如果地月距離太遠，本影錐未能與地表相交，則在偽本影和地表相交處可以看到日環食。
月球軌道平面和地球軌道平面（黃道平面）之間的夾角在5°以上，所以在新月時，月亮一般會在太陽以北或以南掠過。在新月的同時，月球必須要接近黃道（軌道交點）才會發生日食。
月球繞地球的公轉軌道為橢圓形，地月距離在平均值上下還會波動6%左右，月亮的角直徑也會隨之變化。同理，地球繞太陽的公轉軌道也是橢圓形的，因此太陽的角直徑也會在一年內波動，但幅度比月球角直徑的變化幅度小。日全食只有在月球的角直徑比太陽大時才會發生，反之，日環食只有在月球的角直徑比太陽小時才會發生。平均來說，從地球看的月亮比太陽稍小，所以大部分（約六成）中心日食都是日環食。
|                | 月球                        | 月球                        | 太陽                             | 太陽                             |
| 近地點         | 遠地點                      | 近日點                      | 遠日點                           |                                  |
| -------------- | --------------------------- | --------------------------- | -------------------------------- | -------------------------------- |
| 平均直徑       | 1,737.10 km （1,079.38 mi） | 1,737.10 km （1,079.38 mi） | 696,000 km （432,000 mi）        | 696,000 km （432,000 mi）        |
| 距離           | 363,104 km （225,622 mi）   | 405,696 km （252,088 mi）   | 147,098,070 km （91,402,500 mi） | 152,097,700 km （94,509,100 mi） |
| 角直徑         | 33' 30" (0.5583°)           | 29' 26" (0.4905°)           | 32' 42" (0.5450°)                | 31' 36" (0.5267°)                |
| 相對大小示意圖 |                             |                             |                                  |                                  |
| 從大至小排序   | 第一                        | 第四                        | 第二                             | 第三                             |

相對慣性參考系來說，月球大約每27.3天繞地球公轉一周，這稱為恆星月。另一方面，地球在一個恆星月內還會繞太陽運行一段距離，所以兩個新月之間的時間比恆星月更長，約為29.5天，這稱為朔望月，也就是月亮盈虧週期的長度。
月球的軌道與黃道平面有兩個交點：月球在升交點從南至北越過黃道平面，並在降交點從北至南越過黃道平面。在太陽引力的作用下，這兩個交點會繞地球緩慢逆行，每18.6年為一周。從而，月球兩次經過升交點之間的時長比一個恆星月稍短，這稱為交點月。
最後，月球的近地點也在繞地球順行進動，每8.85年為一周。月球兩次經過近地點之間的時長比一個恆星月稍短，稱為近點月。
月球的兩個軌道交點正好相隔180°，所以在一年內只有相隔約六個月（173.3天）的兩個時段內才有可能發生日食，這稱為食季。每個食季都一定會發生一次日食。一個食季期間可能會有兩個連續的新月，各形成一次日食。如此一來，一年以內最多可發生五次日食。
日食的必要條件是，太陽必須和月球軌道交點相隔不超過15°至18°，中心日食則需要不超過10°至12°度，這就是所謂的食極限。由於日月大小都會波動，所以食極限的數值是以區間表達。在月球兩次經過軌道交點的時間（一個交點月）內，太陽相對於交點會移動29°。從食極限可推算，日食能夠發生的太陽角度區間為36°，中心日食能夠發生的太陽角度則是24°，所以有可能發生相隔一個月的兩次日偏食，或更罕見的一次日偏食和一次中心日食。

假設日月大小相同。縱軸為太陽圓盤被覆蓋面積比例f，橫軸為兩個圓盤中心相隔距離與圓直徑之比t。

### 路徑

從太空拍攝可見，日全食期間月球在地表投出一個移動的黑影。

在日全食（日環食）的過程中，月球的本影（偽本影）從西至東快速掃過地球表面。地球從西至東自轉，在赤道表面的自轉速度約為每秒470米；月球同樣從西至東繞地球公轉，其軌道速度約為每秒1,000米。因此，本影在地球表面的路徑大體是從西至東，速度為月球的公轉速度與地球表面的自轉速度之差。本影掃過地球兩極地區時會有例外情況，詳見2021年6月10日日食和2021年12月4日日食。
全食帶（或環食帶）的寬度是由太陽和月亮的相對角直徑來決定。如果日全食是在月球處於近地點的時候發生，則全食帶的寬度可高達267公里，食甚可超過7分鐘之長。在全食帶以外有一大片地區可以觀測到日偏食。本影（全食帶）在地球表面的寬度一般在100至160公里間，而相比之下，半影（可看到偏食的地區）的寬度則超過6,400公里。
貝塞爾根數是用於預測在地球各地能看到的日食種類的一組數字。:Chapter 11利用這組數字，可得出月球本影在地表上的確切形狀和大小。不過，陰影落在哪幾條經線上，則和地球的自轉有關。地球的自轉速度並不均勻，整體趨勢是在減慢。天文學家在預測未來日食或推算過去的日食時，會利用一個記作ΔT的數值。地球自轉越慢，ΔT就越高。未來的ΔT值只能粗略估算，所以天文學家只能準確預測未來某日是否會出現日全食，卻不能準確預測能看到日全食的地區。從歷史上人類對日食的記錄可推算出過去的ΔT值，從而得出地球自轉速度的變化歷史。:Equation 11.132

### 時長
日全食的食甚時長由以下幾項條件所決定（依重要性排列）：
1. 月球位於近地點，從而月亮角直徑最大。
2. 地球位於遠日點，從而太陽角直徑最小。
3. 日食的中點發生在地球赤道，即地球自轉速度最高處。
4. 日食中點的本影移動方向與地球自轉方向對齊，即朝正東。
5. 日食的中點發生在日下點，即地球表面最接近太陽的地方。

依據以上條件所推算出的最長日全食將發生在2186年7月16日，食甚時長為7分29秒，在圭亞那北部可見。

## 週期

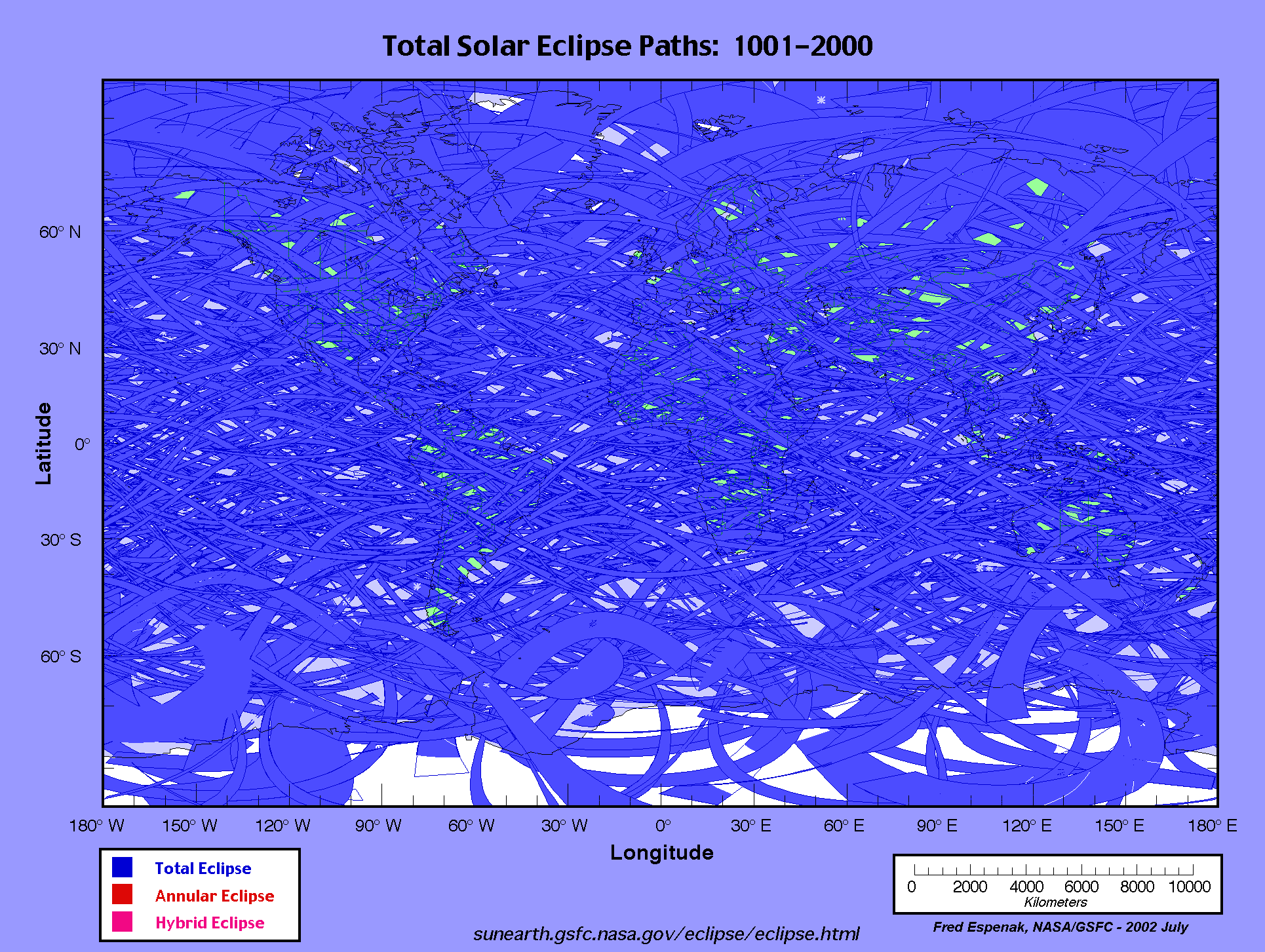
1001年至2000年所有日全食的全食帶覆蓋面積總和，可見地球表面幾乎所有地區都有機會觀測日全食。此圖由50張地圖結合而成。

日全食是一種非常罕見的天文現象。雖然在整個地球上平均每18個月左右就會發生一次日全食，但在某個特定地點要等上平均360至410年才會發生一次日全食。月球本影在地表上移動的速度極快（時速超過1,700公里），所以在任何固定地點所能看到的日全食食甚階段都最多只有幾分鐘之長。目前的食甚時長上限為7分32秒。此數值會隨時間變化，整體有下降的趨勢。等到8千紀（即公元7000年至7999年），屆時的日全食食甚都預計不會超過7分2秒。最近一次食甚超過7分鐘的日全食發生在1973年6月30日（7分3秒）。當時有一架和諧式客機沿著月球本影的路徑高速飛行，機上所觀測到的食甚階段長達74分鐘。下一次食甚超過7分鐘的日全食將會發生在2150年6月25日（7分14秒）。在公元前3000年至公元8000年共1萬1千年間，食甚時間最長的日全食是2186年7月16日（7分29秒）。20世紀期間食甚最長的日全食是1955年6月20日日食（7分8秒），而21世紀則沒有任何食甚超過7分鐘的日全食。
天文學家可以通過交食週期來預測日食，其中以沙羅週期較為準確。一個沙羅週期為6,585.3天（18年有餘），日食發生的規律每過這段時間就會幾乎一模一樣地重複一次。每次重複時的不同之處包括：月球影子在地球上的經度會向西偏移120°（因為週期時長比整數多出0.3天），且在緯度上有少許偏移（奇數週期偏南，偶數週期則偏北）。沙羅系列指的是相隔整整一個沙羅週期發生的一系列日食。同一個沙羅系列裡的日食規律如下：第一個日食是在地球的一極發生的日偏食，接著有若干在地球各地發生的日環食或日全食，最後一個日食是在另一極發生的日偏食。整個沙羅系列每1,226至1,550年重複一次，共含69至87次日食，其中40至60次為中心日食。

### 每年發生次數
每年共有兩個食季，每食季至少會發生一次日食。每公曆年會發生最少兩次、最多五次日食。自從1582年格里曆採用以來，曾發生過五次日食的年份有：1693年、1758年、1805年、1823年、1870年和1935年。下一次有五次日食的年份是2206年。每個世紀內的日食總數約為240次。
以下列出1935年共五次日食的示意圖。每一條淺藍線代表日食最甚時太陽被遮蔽的面積比例，從外至內，第一條線為0%（可以看到日偏食的區域的邊緣），第二條線為20%，第三條線為40%，如此類推。紅線勾畫出的細長區域是環食帶。粉紅線勾畫出的區域是在日出或日落過程中看到日食的區域。
| 1月5日          | 2月3日          | 6月30日         | 7月30日         | 12月25日        |
| 偏食 （南半球） | 偏食 （北半球） | 偏食 （北半球） | 偏食 （南半球） | 環食 （南半球） |
| --------------- | --------------- | --------------- | --------------- | --------------- |
| 第111沙羅系列   | 第149沙羅系列   | 第116沙羅系列   | 第154沙羅系列   | 第121沙羅系列   |

### 日全食將不再出現
地球上之所以可以發生日全食，是因為在地球上觀測的月球比太陽大。由於潮汐加速的緣故，地月距離每年平均增加約3.8厘米。數百萬年前，月球離地球更近，角直徑從來不會小於太陽，所以不可能出現日環食。同理，數百萬年以後，月球離地球更遠，角直徑不再會大於或等於太陽，所以不可能再出現日全食。最後一次日全食預計將於6.5億年至14億年後發生。

## 歷史記錄

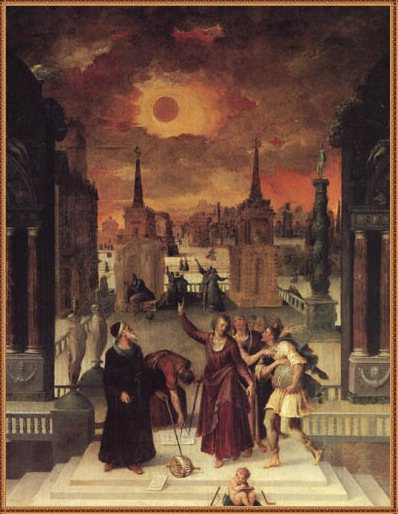
《天文學家觀日食》，安托萬·卡龍1571年繪

古代對日食的記載對歷史學家來說有重要的意義，因為通過日食的發生日期，可以準確地確定歷史事件的發生年日以及古代曆法與現代曆法之間的關係。例如，亞述人所記載發生於公元前763年6月15日的一場日食，對古代近東歷史的準確定年起到了重要作用。據劍橋大學學者研究，《約書亞記》10章13節所描述的正是前1207年10月30日發生的日環食。《左傳》等古籍所記載發生於約4千年前夏朝的仲康日食是有歷史記錄的最早日食。由於一些古代大洪水傳說也提到了日全食，所以考古學家布魯斯·馬斯（英語：Bruce Masse）猜測，在前2807年5月10日有一顆隕石墜落於印度洋，引發海嘯。

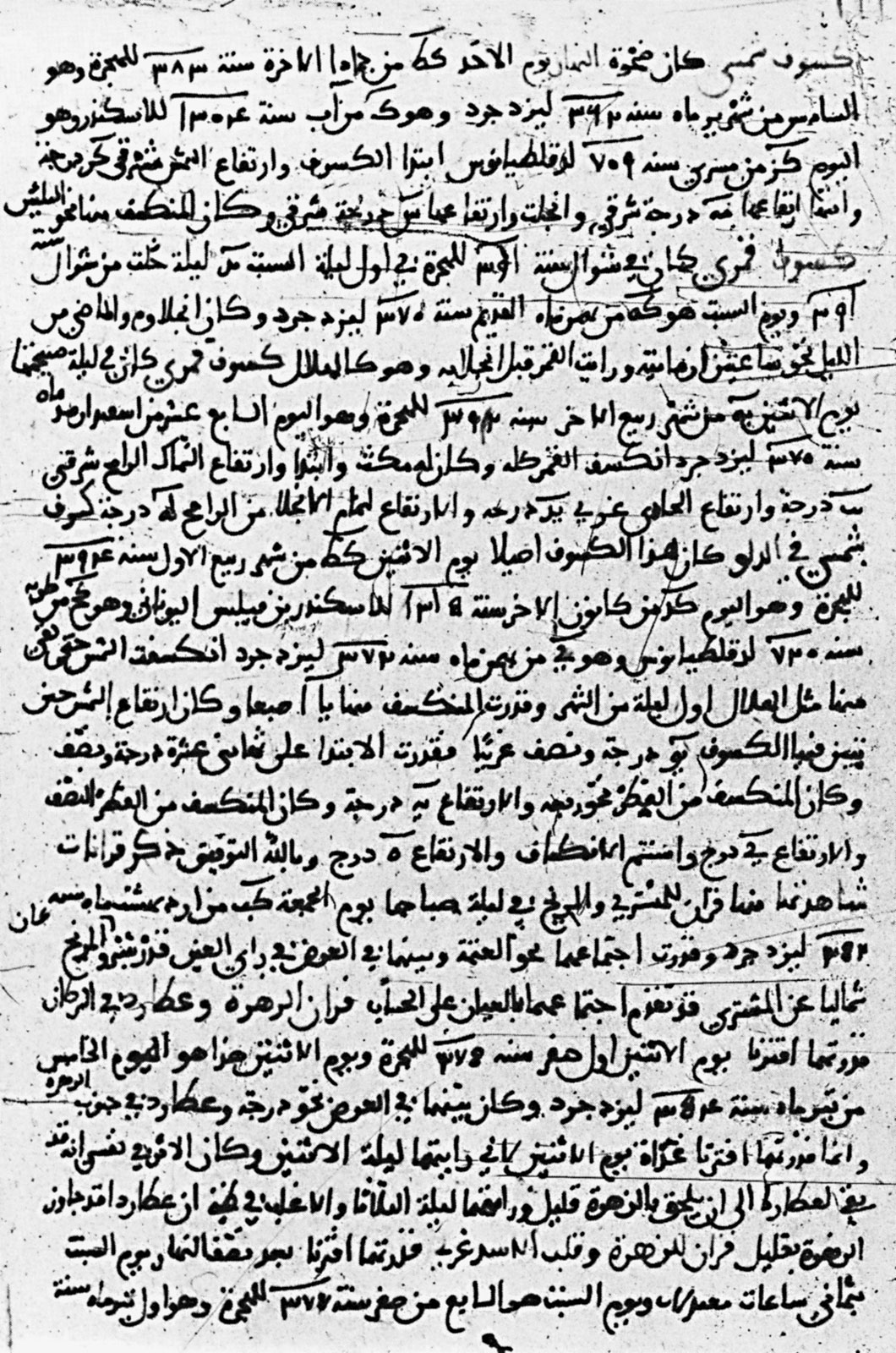
開羅的伊本·尤努斯所記錄的993年、1004年日食及1001年、1002年月食

人類歷史上有不少文化都把日食視為某種徴兆。古希臘史學家希羅多德記載，米利都的泰利斯準確地預測了正好發生在米底和呂底亞戰役期間的一場日食。交戰雙方在日食之下放下武器，當即停戰。雖然學者尚未確定這場日食的確切年日，但最有可能的是在前585年5月28日發生的日食，在位於小亞細亞的克澤爾河附近可見。希羅多德還記載了薛西斯一世出兵征伐希臘前發生了一場日食。歷史學家一般認為該場戰役發生在前480年，而天文學家約翰·羅素·欣德則認為日食是前478年2月17日在薩第斯可見的日環食。另一個可能性是前480年可見於波斯的日偏食。希羅多德也記載了波斯第二次入侵希臘期間在斯巴達發生的一次日食，但此次日食的日期（前477年8月1日）與歷史學家公認的戰役日期並不相符。
中國自古以來便有詳細的日食記錄。《墨子·非攻下》記載：「昔者三苗大亂，天命殛之，日妖宵出......」這描述了大禹在建立夏朝之前平定三苗作亂期間「夜晚日出」的現象。《尚書》記載：「惟仲康肇位四海......乃季秋月朔，辰弗集於房，瞽奏鼓，嗇夫馳，庶人走。」描述夏朝第四任君主仲康在位期間，日月在房相食。有學者利用這些日食來判定夏朝的確切年代（距今四千多年），為夏商周斷代工程的一部分。這些對日食的記載夾雜在傳說之中，且許多文獻的原本現已失傳，因此具體真實性存疑。在殷墟出土的商朝甲骨文記載了「三焰食日大星」的現象。有學者把「三焰」理解為日全食期間肉眼可見的日冕，有把日期定為前1302年6月5日，也有定為前1250年3月4日。不過，這片甲骨文的文字也可以理解為天氣從陰轉晴，而不是描述日食。到了西周，單在《春秋》就可找到37處有關日食的描述，人們開始連續記錄日食。《竹書紀年》記載：「周昭王十九年，天大曀，雉兔皆震，喪六師於漢。」描述的是前10世紀發生的一次日全食。戰國時期魏國天文學家石申描述如何利用日月運行的位置來預測日食和月食。可惜戰國至秦朝的許多日食記錄今已失傳，但西漢至明朝期間的記錄則十分完整。到了清朝，日食記錄還包括覆蓋程度和確切時間。
《聖經》描述，耶穌被釘十字架時全天黑暗。有學者將其理解為日食，並以此判斷聖週五的確切年日，但研究尚無定論。聖週五正值逾越節，而逾越節一向是滿月之日，不可能發生日食。除此之外，聖經記載的黑暗一共持續了三個小時，而日全食的食甚階段則不可能超過8分鐘，兩者相差甚遠。公元800年之前在西半球記載的日食寥寥無幾，要待中世紀阿拉伯天文學家和西方修道士觀測天象起才有記錄。開羅天文學家伊本·尤努斯寫道，天文學和伊斯蘭教法有許多相通之處，其中計算日食和月食的時間，能讓教徒知道甚麼時候要行日月食拜。968年在君士坦丁堡發生的一次日食，是人類最早用文字記載看到日冕。
1706年，人們在法國首次利用望遠鏡觀測日全食。九年之後，英國天文學家愛德蒙·哈雷準確預測並觀測了1715年5月3日日食。19世紀中葉，天文學家通過在日全食時觀測日冕，逐漸完善了人類對太陽的了解。1842年7月8日日食後，天文學家終於把日冕歸為太陽大氣的一部分。1851年7月28日日食為首次用攝影（銀版攝影法）觀測的日全食，1868年8月18日日食則是首次利用光譜儀觀測的日全食，天文學家由此得知太陽大氣的成分。

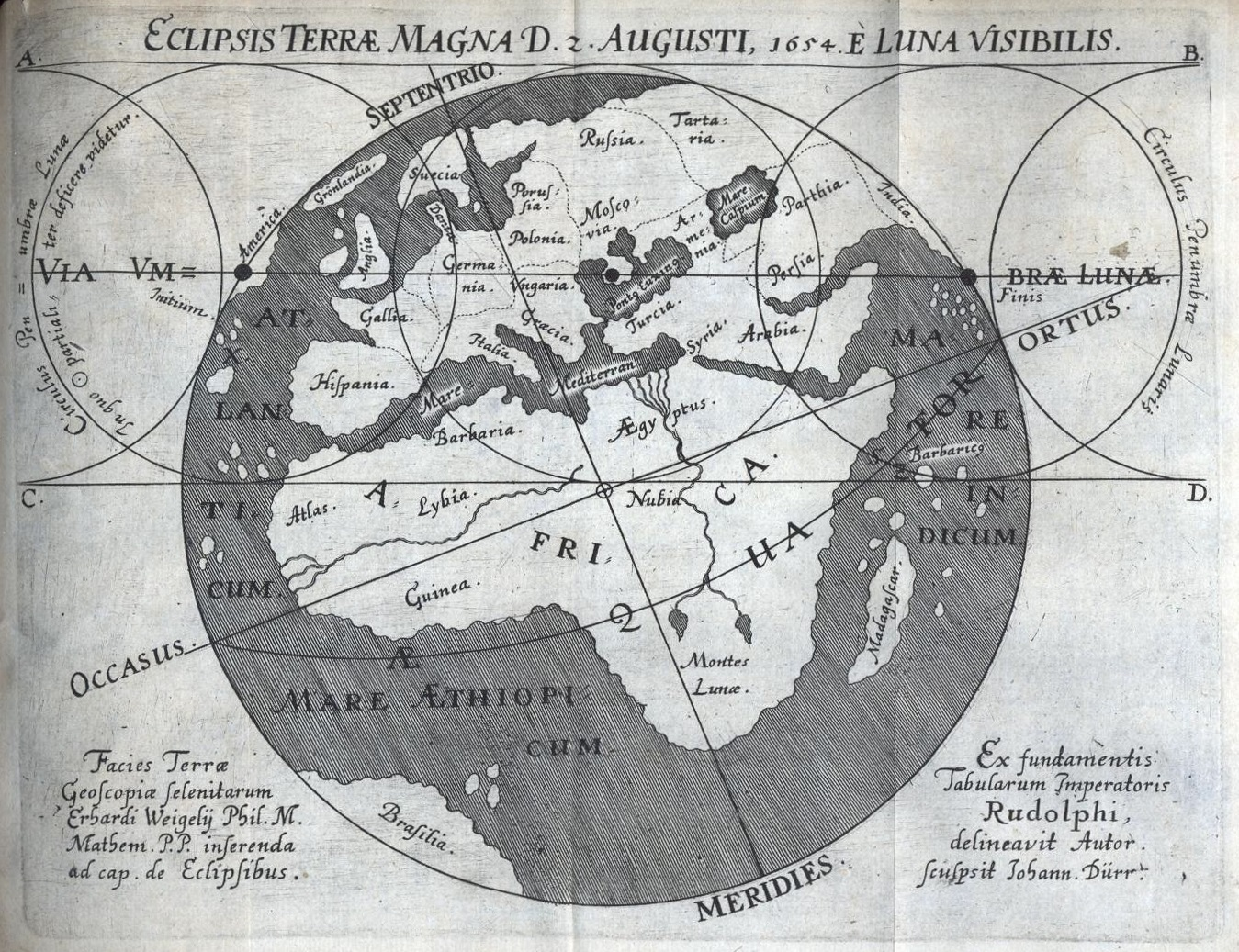
埃哈德·魏格爾預測1654年8月12日（儒略曆8月2日）日食期間月球陰影的軌跡

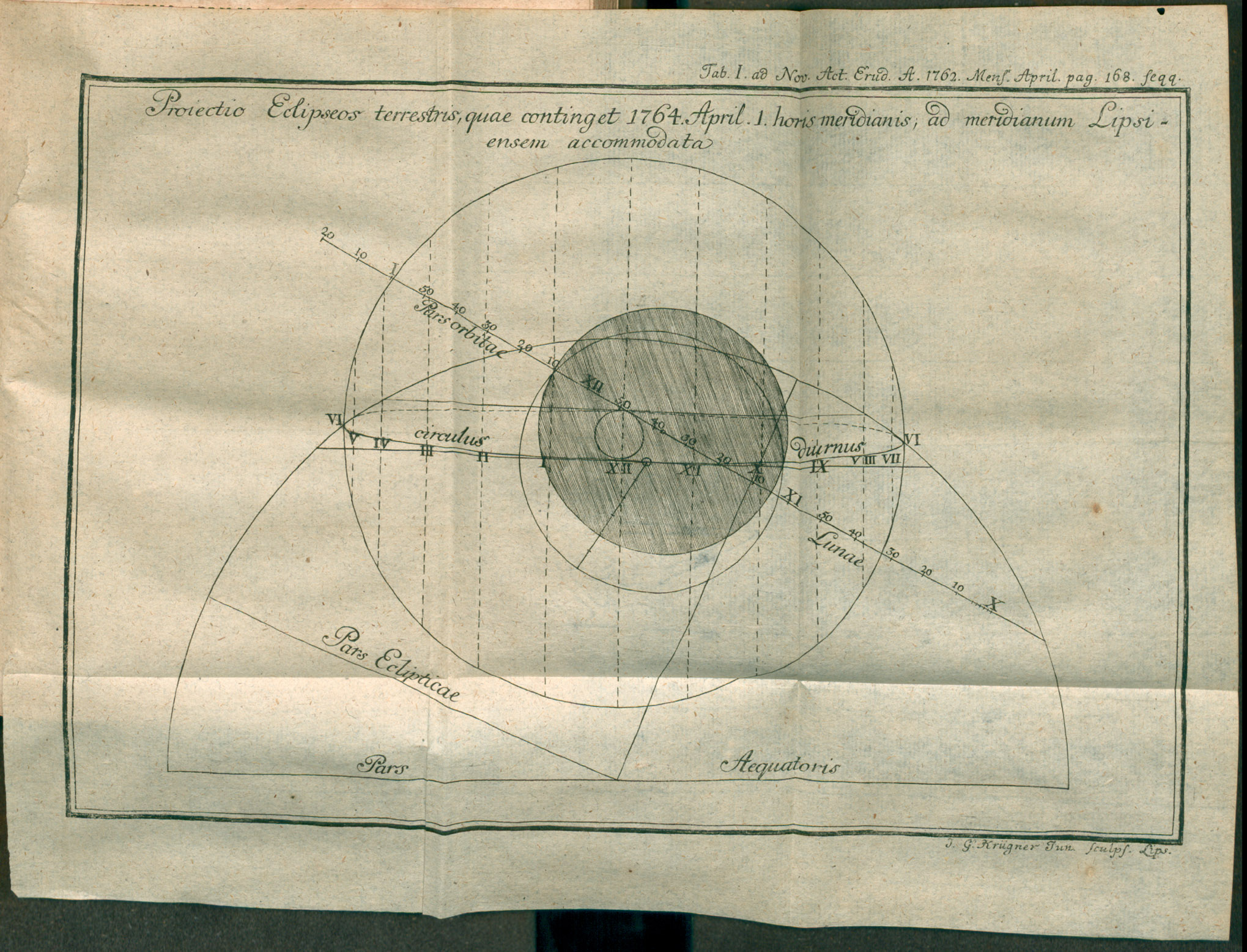
1762年在《博學之舉》（Acta Eruditorum）期刊上發表的文章《有關1764年發生的大日食》之附圖

## 觀測
直視太陽的光球（太陽最亮的圓盤部分），在幾秒鐘之內就會對視網膜造成永久性損傷，導致視覺受損甚至失明。由於視網膜本身並無感痛能力，損傷後的症狀也可能要等幾個小時後才會呈現出來，所以儘管日光在破壞視網膜，也可能渾然不知。
一般情況下，太陽光太刺眼，很難直視。然而在日食期間，大部分日光被遮掩，此時不少人會想直視太陽。無論日食與否，用肉眼直視太陽都是極其危險的；唯一可以直視的時候，是在日全食的食甚，太陽圓盤被完全遮掩的時候（日偏食和日環食都不存在這一階段）。通過望遠鏡、相機的光學取景器等儀器觀看太陽也是十分危險，不到一秒便會造成永久性視力損傷。

### 日偏食和日環食
觀測日偏食、日環食以及日全食食甚以外的任何階段，都必須佩戴特殊的眼鏡，或利用其他間接的方式，從而避免直視陽光。透過特殊的濾光片阻擋大部分的陽光後，才可用肉眼觀測太陽圓盤。透過普通太陽眼鏡（墨鏡）觀測太陽，仍然是不安全的。許多自製濾光片都是不安全的，包括拆開來的磁碟、光碟、黑色幻燈片、黑玻璃等等。
間接觀測太陽圓盤，才是最安全的方法。其中一種方法是將太陽的影像用望遠鏡或針孔投影法（紙板上鑽直徑1毫米小孔）投影到一張白紙或卡片上。除了觀測日食以外，此方法還可以用於觀測太陽黑子。觀測期間必須避免直接通過投影器（望遠鏡或針孔）直視陽光。另一種方法是用攝影機或相機對著太陽，並從熒幕上觀測日食，不過相機長時間對著太陽可能會受損壞。攝像機或相機上的光學取景器是一組普通透鏡，因此也不能用於安全觀測太陽。在鏡頭前穩固地附上14號焊工玻璃，能有效保護相機；在望遠鏡或光學取景器前附上焊工玻璃，就能安全地用肉眼觀測太陽，但必須保證安裝尤其牢固。
在偏食期間，天空不會完全變黑，日冕也並不可見。如果太陽圓盤的掩蓋率較高，天空會稍微轉暗。當掩蓋率超過四分之三時，天空的亮度會如陰天般，但地上的陰影卻有著清晰的輪廓。

### 食甚
日全食期間，當太陽光球只剩一線時，就會出現倍里珠的現象。這一串串的光芒是太陽光在月球表面山峰之間透出所形成的。此後只剩最後一道光，又稱「鑽石指環」，食甚隨即開始。
食甚期間，整個太陽光球被月球遮蔽，因此是唯一能用肉眼直接安全觀看的日食階段。食甚發生的前後階段，都是不能用肉眼直視的。食甚期間，用特殊濾光片是看不見暗淡的太陽的。相對於太陽圓盤暗得多的日冕此時清晰可見，另外還有可能看見紅色的色球、日珥，甚至可能看到耀斑。食甚結束時，以上現象將在月球的另一邊以相反的順序逐一發生。

### 攝影

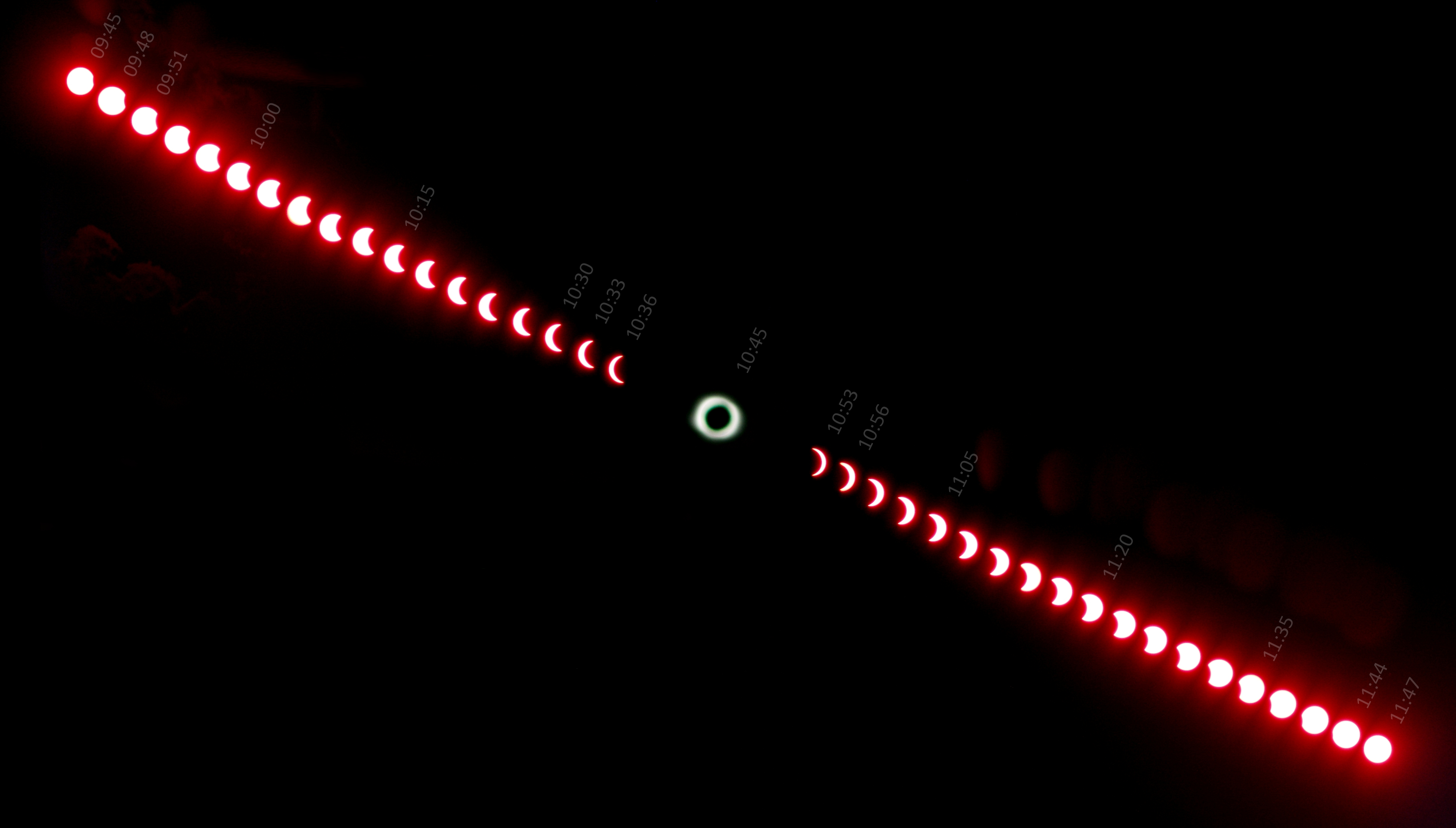
在俄羅斯新西伯利亞拍攝的2008年8月1日日食全過程組合圖。標註的時間為協調世界時（當地位於UTC+7時區）。照片之間間隔3分鐘。

日食可以用普通的相機拍攝。要清晰拍到日月圓盤和細節，須用高倍率長焦距鏡頭（35毫米相機須用至少200毫米焦距）。要使圓盤充滿整個相框，所需鏡頭更長（500毫米以上）。通過相機的光學取景器觀看太陽，會破壞視網膜。就算不用光學取景器，也應安裝太陽濾光片，因為強烈的太陽光會對數碼感光元件造成損壞。

## 其他觀測內容
日全食的食甚階段是能看到日冕（太陽大氣外層）的難得機會。由於太陽光球的亮度在一般情況下比日冕高得多，所以日冕通常是不可見的。在太陽週期的不同階段，日冕的形狀會有所不同，有時小而對稱，有時則大而絨絨狀，確切形狀很難提前預測。
日偏食期間，陽光透過樹葉間隙，每個間隙就如針孔相機，會在地上投影出一個個偏食的映像。
當太陽被遮掩到只剩一線時（比如在食甚前後），在地上可看見一條條波動的陰影帶，就如泳池底的波動影子一樣。這種現象的原理是，呈線形的日光是一種各向異性的光源，能夠經折射顯現出大氣的自然波動。

### 1919年日食

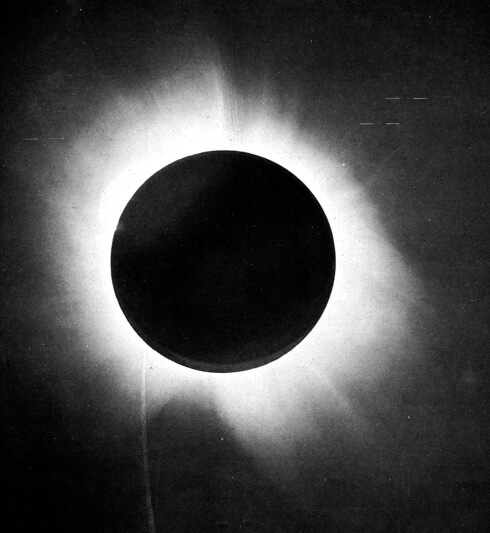
1919年亞瑟·愛丁頓拍攝日全食，為愛因斯坦的廣義相對論提供了實驗驗證。

科學家通過觀測1919年5月29日日食，為愛因斯坦的廣義相對論提供了有力的實驗證據。太陽當天正位於金牛座內，食甚期間，太陽附近的恆星開始顯現。亞瑟·愛丁頓就在此時拍攝了金牛座恆星的位置，並與太陽不在時的金牛座恆星位置相對比，兩者之差證實了廣義相對論所預測的引力透鏡現象。愛丁頓受到了當時儀器的限制，所做的測量準確性不高。20世紀下半葉，引力透鏡的真實性終於得到明確的證實。

### 引力異常
科學家在日食（特別是日全食）期間進行有關引力的實驗，已有幾十年歷史。莫里斯·阿萊分別在1954和1959年表示在日食期間，物體會進行難以解釋的運動，是為阿萊效應。這一現象究竟是否真的存在，目前仍有爭議。1970年，埃爾溫·薩克斯爾和米爾德麗德·艾倫觀測到扭擺在日食期間發生突然的運動，是為薩克斯爾效應。
王謙身等學者在1997年日食期間所做的引力測量似乎暗示著某種引力屏蔽效應，在學術界引起了爭議。王在2002年又和一些學者發表了詳細的數據分析，並指出該現象仍然是個未解之謎。

### 日食和凌日
理論上，日食和行星凌日現象是完全可以同時發生的。然而，這兩種天象本身就十分罕見，而且持續時間短，因此兩者同時發生更是千載難逢。根據計算預測，下一次日食和水星凌日同時發生，將會是6757年7月5日；下一次日食和金星凌日同時發生，將會是15232年4月5日。
相對來說更常見的，是行星（特別是水星或金星）和日食相合，即太陽被完全遮蔽時，原本因烈日而不可見的行星這時候出現在日月旁邊。某些科學家曾經因為水星軌道的異常變化而提出猜想，在水星的軌道以內可能還有一顆距離太陽更近的行星，一般名為祝融星。唯一能夠觀測到祝融星的方法，是觀測其凌日，或在日全食期間直接觀測它。人們至今還沒有發現這樣的行星，而且水星軌道的變化已能通過廣義相對論完全解釋，無須額外行星存在。

### 人造衛星

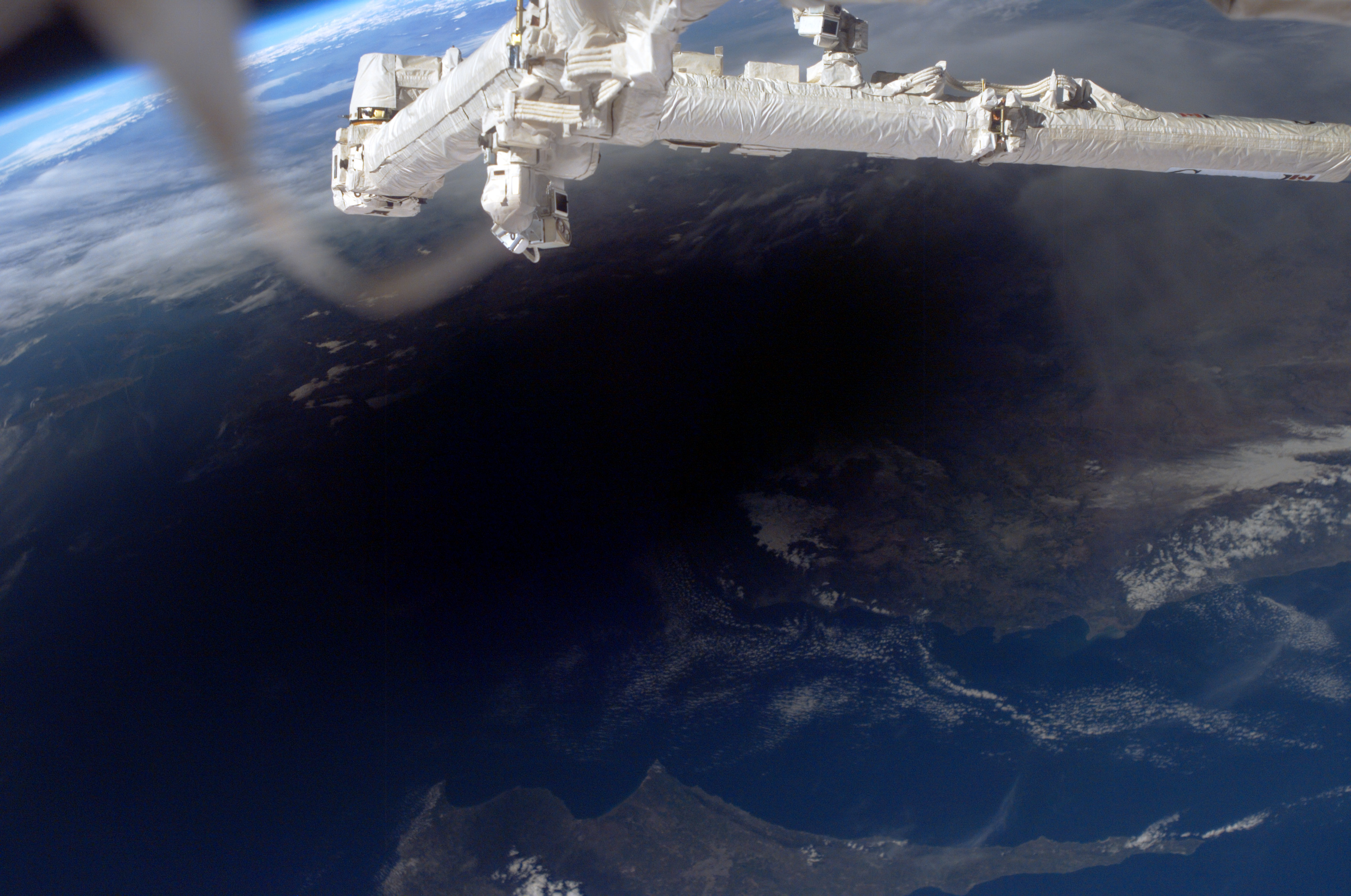
2006年3月29日日全食期間，從國際太空站觀看落在土耳其和塞浦路斯的月球陰影

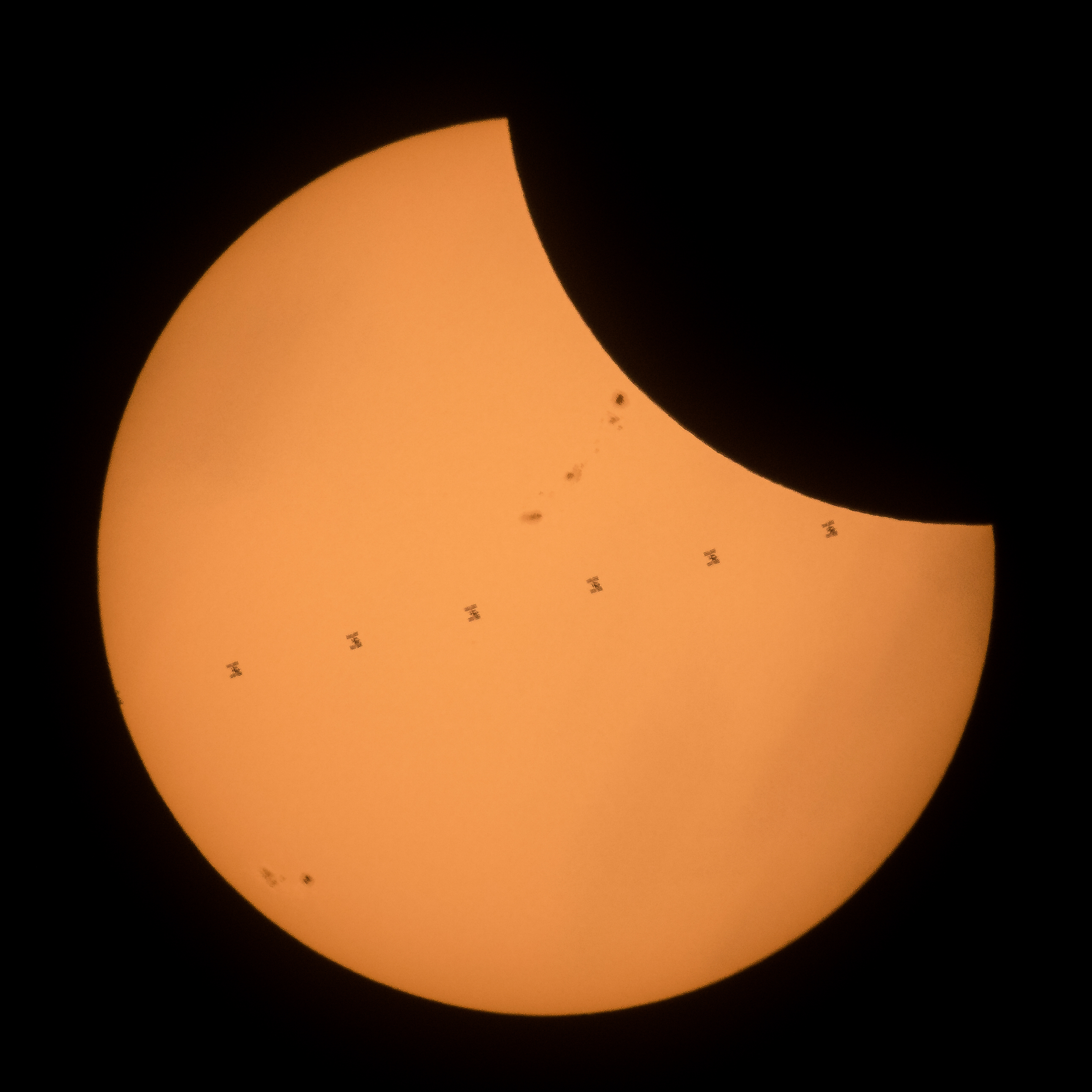
2017年日全食的偏食階段，國際太空站凌日的組合圖

從地球表面可以看見人造衛星「食日」（凌日）的現象，但這些衛星都不足以遮蔽整個太陽圓盤。比如，衛星要在國際太空站的高度遮掩整個太陽，其直徑至少為3.35公里。衛星凌日並不容易看到，因為可見區域非常狹窄，且凌日時長一般僅僅為一秒鐘左右。和行星凌日的現象一樣，太陽變暗的程度是不可目測的。從地表觀看國際太空站橫跨太陽圓盤的整個直徑，持續時間約為1至8秒，其中以日出或日落期間最長，因為此時衛星離觀測者最遠（見視差）。
利用衛星或在航天器上觀看日食，可免受天氣影響。雙子座12號曾於1966年從軌道觀看日全食。1999年8月11日日全食，從和平號太空站可見偏食階段。
1975年7月進行的太陽神-聯盟測試計劃期間，太陽神號被安排運行至聯盟號和太陽之間，形成人造日食，以便宇航員從聯盟號拍攝日冕。

### 影響
2015年3月20日日食是首場對地面電力系統造成大規模影響的日食，多國推出應對措施。歐洲大陸以及英國的同步電網原預計可生產90千兆瓦太陽能電，但實際產出電量則會因日食而最多下降34千兆瓦。
日食也會導致地表溫度下降3 °C，風速會因此下降0.7米每秒，因此風能發電也有可能會受到影響。
除了亮度和氣溫以外，動物在日食期間也會有異常的行為。例如，飛鳥和松鼠會歸巢，蟋蟀也會蛐蛐鳴叫。

## 近期及未來的日食

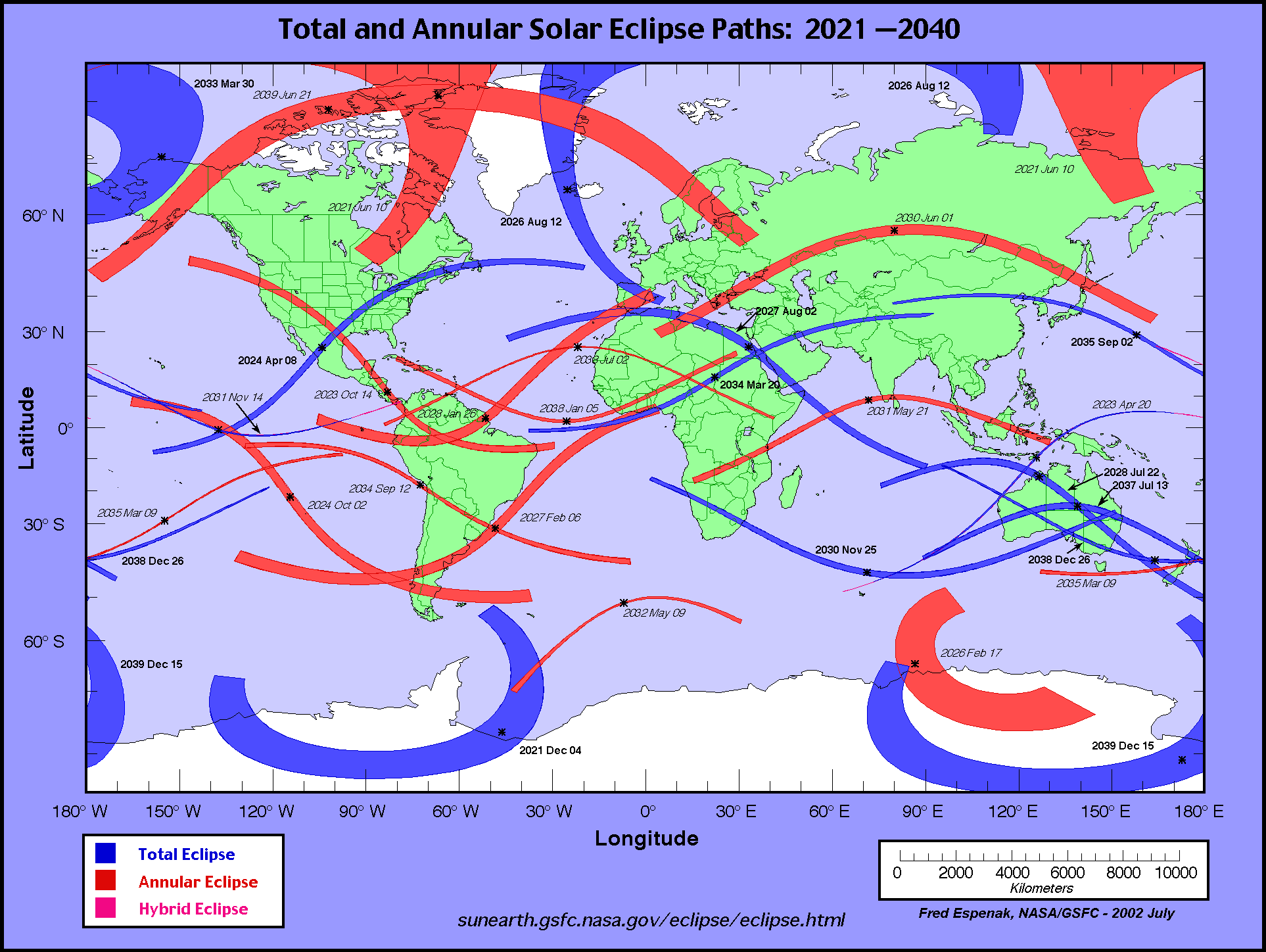
2021至2040年間所有日全食和日環食的可見路徑

日食和月食一定是在食季發生，此時太陽正位於月球交點附近。每次日食（月食）與下一次日食（月食）之間的時間差一定是一個、五個或六個朔望月。每個食季的中點離下一個食季的中點的時間為173.3天，這也是太陽從一個交點運行至下一個焦點的平均時長。由於進動的原理，月球交點正在持續往回運轉，因此這一週期不足半年。223個朔望月約等於239個進點月，亦約等於242個交點月。因此，相隔223個朔望月的兩次日食（月食）會有近乎相同的屬性（全食或偏食、覆蓋率等），這一週期等於6,585.3天，即18年11.3天，又稱沙羅週期。一個沙羅週期內的日食循以下規律：第一次日食的月球影子會在北極（或南極）附近落在地球上，此後每次日食的月影都會逐漸移向另一極，直到月影不再落在地球表面為止。
| 日食列表  |           |           |           |           |           |           |           |           |           |           |           |
| 1997-2000 | 2000-2003 | 2004-2007 | 2008-2011 | 2011-2014 | 2015-2018 | 2018-2021 | 2022-2025 | 2026-2029 | 2029-2032 | 2033-2036 | 2036-2039 |

## 外部連結
- （英文）美國太空總署日月食網站 （页面存档备份，存于）
- （英文）Eclipsewise （页面存档备份，存于），含日月食的歷史資料即未來預測
- （英文）5000年日食地圖等資料 （页面存档备份，存于）
- （英文）日食攝影 （页面存档备份，存于）
- （英文）5000年日食數據庫 （页面存档备份，存于）（公元前1999年至公元3000年）
- 日全食期間月球在地面投下的陰影March 09 2016 （页面存档备份，存于）（2016年3月9日，CIMSS衛星攝）
- （英文）日食數據庫 （页面存档备份，存于）